# Scrophularia potaninii
Scrophularia potaninii är en flenörtsväxtart som beskrevs av Ivanina. Scrophularia potaninii ingår i släktet flenörter, och familjen flenörtsväxter. Inga underarter finns listade i Catalogue of Life.